# Stewartia rostrata
Stewartia rostrata är en tvåhjärtbladig växtart som beskrevs av Stephen Alex Spongberg. Stewartia rostrata ingår i släktet Stewartia och familjen Theaceae. Inga underarter finns listade i Catalogue of Life.

## Bildgalleri

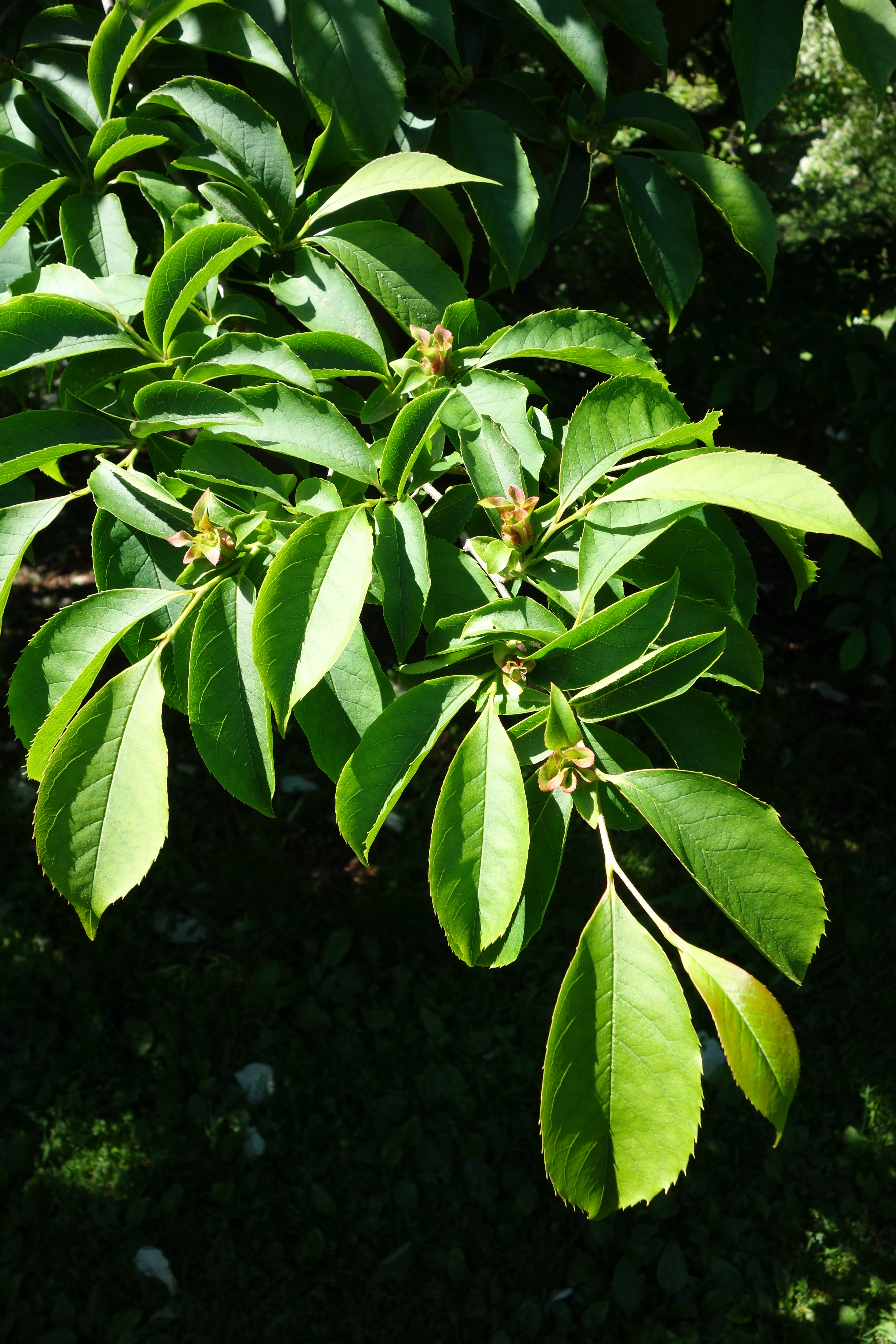
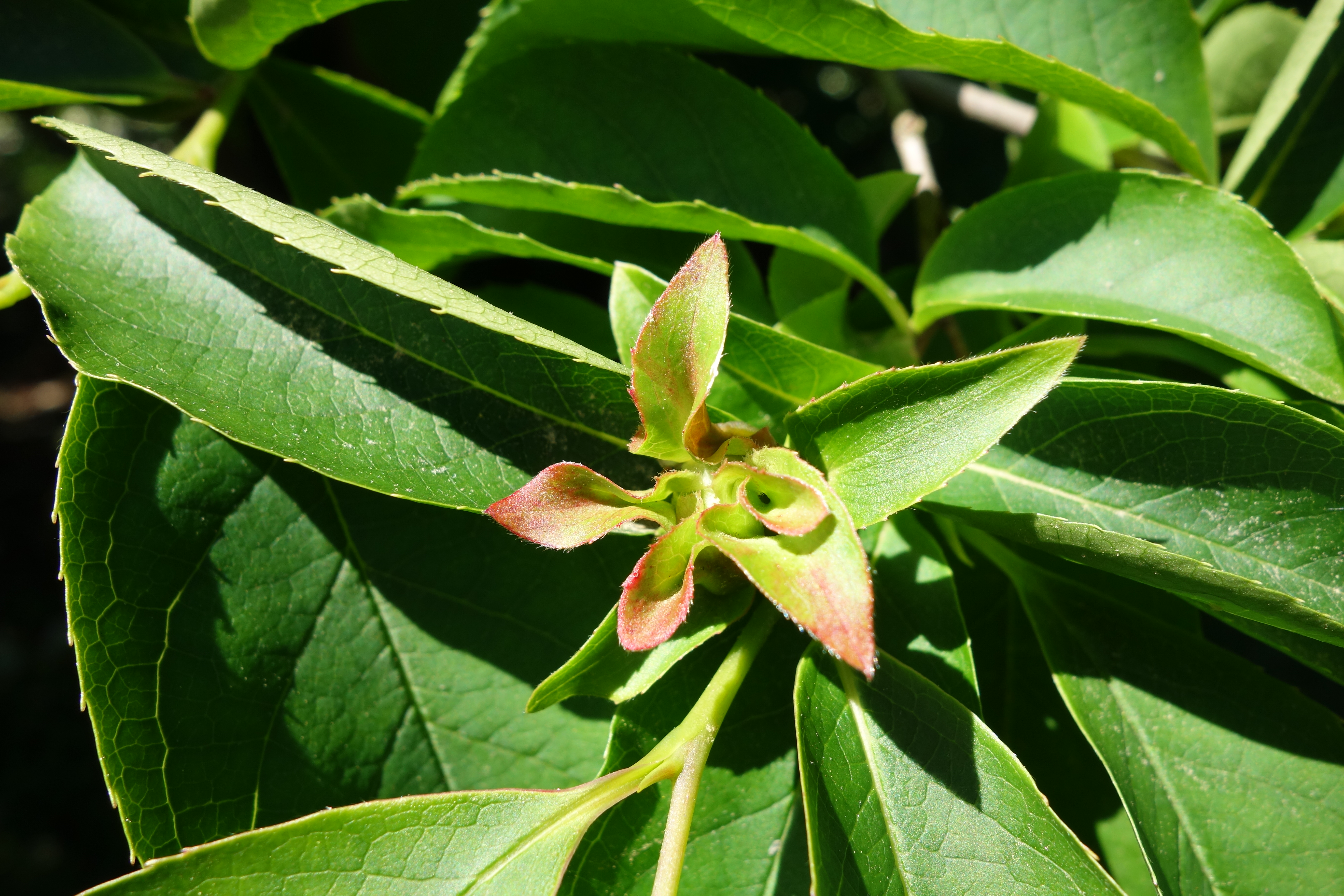